# Церендорджийн Баярзаяа
Церендорджийн Баярзаяа (нар. 23 січня 1988) — монгольська борчиня вільного стилю, дворазова срібна та бронзова призерка чемпіонатів Азії.

## Життєпис
Боротьбою почала займатися з 2003 року. У 2007 році стала срібною призеркою чемпіонату Азії серед юніорів. Наступного року на цих же змаганнях здобула бронзову нагороду.
Виступала за борцівський клуб «Генко» Улан-Батор. Тренер — Сухбаатар Тумендемберел.

## Спортивні результати на міжнародних змаганнях

### Виступи на Чемпіонатах світу
| Змагання                        | Збірна   | Вагова категорія          | Місце |
| ------------------------------- | -------- | ------------------------- | ----- |
| Чемпіонат світу з боротьби 2007 | Монголія | жіноча боротьба, до 67 кг | 11    |
| Чемпіонат світу з боротьби 2012 | Монголія | жіноча боротьба, до 67 кг | 13    |

### Виступи на Чемпіонатах Азії
| Змагання                       | Збірна   | Вагова категорія          | Місце  |
| ------------------------------ | -------- | ------------------------- | ------ |
| Чемпіонат Азії з боротьби 2007 | Монголія | жіноча боротьба, до 67 кг | Бронза |
| Чемпіонат Азії з боротьби 2011 | Монголія | жіноча боротьба, до 67 кг | Срібло |
| Чемпіонат Азії з боротьби 2012 | Монголія | жіноча боротьба, до 67 кг | Срібло |

### Виступи на інших змаганнях
| Змагання                                 | Збірна   | Вагова категорія          | Місце  |
| ---------------------------------------- | -------- | ------------------------- | ------ |
| Відкритий кубок Монголії з боротьби 2012 | Монголія | жіноча боротьба, до 67 кг | Бронза |
| Гран-прі «Харі Рам» 2012                 | Монголія | жіноча боротьба, до 67 кг | Бронза |
| Гран-прі «Іван Яригін» 2016              | Монголія | жіноча боротьба, до 69 кг | 5      |
| Гран-прі «Іван Яригін» 2017              | Монголія | жіноча боротьба, до 75 кг | Бронза |

### Виступи на змаганнях молодших вікових груп
| Змагання                                      | Збірна   | Вагова категорія          | Місце  |
| --------------------------------------------- | -------- | ------------------------- | ------ |
| Чемпіонат Азії з боротьби серед юніорів 2007  | Монголія | жіноча боротьба, до 67 кг | Срібло |
| Чемпіонат світу з боротьби серед юніорів 2007 | Монголія | жіноча боротьба, до 63 кг | 5      |
| Чемпіонат Азії з боротьби серед юніорів 2008  | Монголія | жіноча боротьба, до 63 кг | Бронза |
| Чемпіонат світу з боротьби серед юніорів 2008 | Монголія | жіноча боротьба, до 63 кг | 8      |